# Parastromateus
Parastromateus is een monotypisch geslacht van straalvinnige vissen uit de familie van horsmakrelen (Carangidae). Het geslacht is voor het eerst wetenschappelijk beschreven in 1865 door Bleeker.

## Soort
- Parastromateus niger (Bloch, 1795)